# Gulhi
Gulhi (in maldiviano ގުޅި) è un'isola delle Maldive, geograficamente parte dell'atollo di Malé e politicamente appartenente all'Atollo Kaafu. È abitata da circa 900 persone.

## Geografia
L'isola è parte dell'atollo di Malé Sud e si trova a circa 20 km dalla capitale nazionale Malé. Si trova poco a nord di un'altra isola abitata: Maafushi.

## Storia
L'isola è abitata da tempi antichi e vi è stata costruita una moschea durante il regno del Sultano Muhammad Shamsuddeen III (1904-1934). Prima del 1984 – quando la legge locale vietò le strutture alberghiere su isole abitate – era una popolare destinazione tra i turisti stranieri. L'attività turistica riprese dal 2010 in corrispondenza di una nuova evoluzione legislativa, ma subì una battuta di arresto nel 2020 a causa della Pandemia di COVID-19.

### Nesonimo
Il termine gulhi in maldiviano indica un vaso di terracotta utilizzato per trasportare l'acqua, tradizionalmente a bordo di un dhoni.

## Geografia politica
L'isola è amministrativamente parte dell'Atollo Kaafu. Sono presenti un porto di dimensioni ridotte ed un collegamento tramite traghetto per le isole Guraidhoo e Maafushi, oltre che per la capitale nazionale Malé.

## Economia
La principale attività economica dell'isola è la pesca; il turismo si è sviluppato in seguito all'apertura di alcune guest house.

## Sport e attività
A breve distanza dall'isola è presente un fondale adatto alla pratica del surf, denominato Guru's.